# Aus den Tiefen
Aus den Tiefen ist das Debütalbum der deutschen Dark Metal und NDH-Band Erdling. Es erschien am 22. Januar 2016 auf dem Label Out of Line und wurde von Rough Trade Distribution vertrieben.

## Geschichte
Ende 2014 verließ zunächst Neill Freiwald die Band Stahlmann sowie das Nebenprojekt Sündenklang, ehe auch Schlagzeuger Niklas Kahl die Band verließ. Bereits zu ihrer dortigen gemeinsamen Zeit, planten sie das Projekt Erdling, da sie sich „zunehmend weniger mit der Band identifizieren“ konnten. Erdling wurden um Gitarrist Neno Knuckle und Bassist Marco Politi ergänzt und es entstanden erste Aufnahmen im Studio von Chris Harms. Laut Aussagen von Freiwald war die Band erstaunt darüber, „überraschenderweise schnell“ von Out of Line unter Vertrag genommen worden zu sein.
Am 17. Oktober 2015 erschienen die Singles Blitz und Donner und Firmament sowie zwei Remix-Versionen von Blitz und Donner. Bereits am 14. Oktober 2015 wurde das Musikvideo zu Blitz und Donner auf YouTube hochgeladen. Es folgten Tourneen zusammen mit Unzucht und Megaherz. Im Januar 2016 erschien das Debütalbum. Im August 2016 spielte die Band erstmals auf dem M’era Luna Festival in Hildesheim. Kurz vor ihrem Auftritt kündigte Politi seinen Austritt von der Band an, sodass man einen Ersatzbassisten besorgt habe.

## Allgemeines

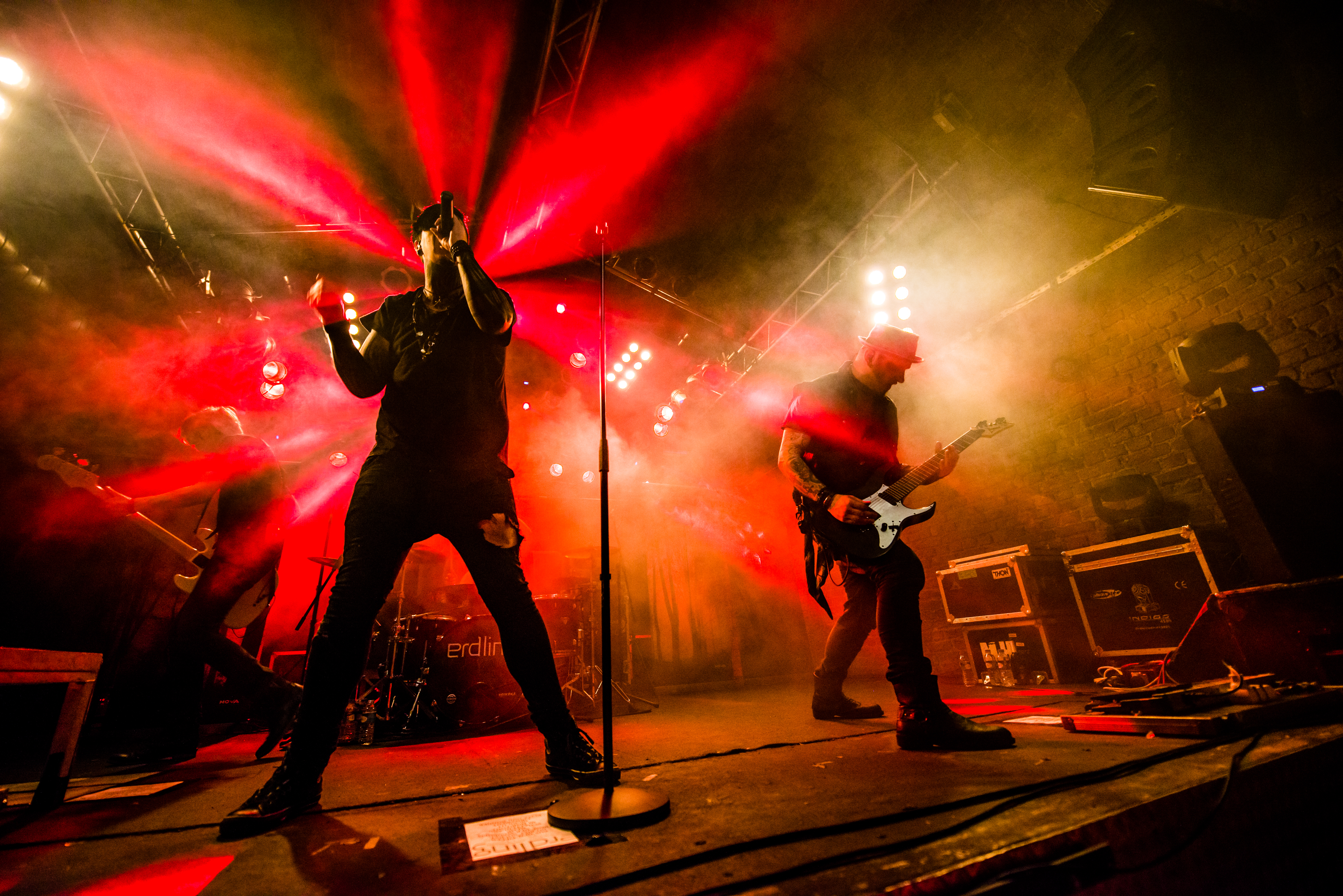
Erdling auf der Erdwärts-Tour 2016

### Versionen
Das Album Aus den Tiefen wurde am 22. Januar 2016 in Deutschland veröffentlicht und erschien als CD, Deluxe-Ausgabe (enthält eine zusätzliche CD mit sieben Remix-Titeln) und MP3-Download.

### Illustration
Das Cover zeigt einen alten, knorrigen Baum mit einem schwarzen E als Aufschrift auf dem Baumstamm. Er wird von drei kupferfarbenden, an Runen erinnernde Ringen umgeben, die sich insgesamt 16-mal verflechten. Die Wurzeln des Baumes durchbrechen die Ringe und überwuchern fast das komplette Cover. Oberhalb des Baumes ziert der Bandname und der Albumtitel das Cover.

## Titelliste
| #  | Titel               | Länge |
| -- | ------------------- | ----- |
| 1  | Aus den Tiefen      | 2:40  |
| 2  | Blitz und Donner    | 3:25  |
| 3  | Firmament           | 4:10  |
| 4  | Dickicht            | 3:01  |
| 5  | Stimme der Wahrheit | 3:43  |
| 6  | Schattenland        | 4:05  |
| 7  | Du bist Soldat      | 3:50  |
| 8  | Mehr                | 3:36  |
| 9  | Im Horizont         | 3:55  |
| 10 | Es ist Zeit         | 3:24  |

| # | Titel                                              | Länge |
| - | -------------------------------------------------- | ----- |
| 1 | Im Horizont (Akustik-Version)                      | 3:26  |
| 2 | Dickicht (DYAO Remix)                              | 3:18  |
| 3 | Stimme der Wahrheit (Hucretha Remix By Heimatærde) | 3:32  |
| 4 | Schattenland (A Life Divided Remix)                | 3:55  |
| 5 | Aus den Tiefen (Chainreactor Remix)                | 5:58  |
| 6 | Firmament (Piano Version) von Gared Dirge          | 4:20  |
| 7 | Mehr (Wobbled Up Remix)                            | 3:58  |

## Charterfolge
Das Album erreichte Platz 64 der deutschen Albumcharts und hielt diese Position für eine Woche.

## Rezeption
Das Debütalbum wurde gemischt aufgenommen. Besonders die tiefe der Texte wird dabei kritisiert.

„Mit „Aus den Tiefen“ haben ERDLING ein interessantes Album geschaffen. Dass sich Text und Musik in ihrem Niveau so deutlich voneinander unterscheiden, ist schon bemerkenswert. Die Band hat definitiv Potential, was sie live bereits als Vorgruppe von UNZUCHT und LORD OF THE LOST bewiesen hat. Ihr Erstlingswerk ist jedoch eine textliche Totalenttäuschung.“

Final vergibt Weise daher 5 von 10 möglichen Punkten.
Positiver sieht Claudia Marquardt von Monkeypress den Erstling der Musikgruppe und vergibt 7/10 Punkten und resümiert „Dieses Album ist für alle Neue Deutsche Härte Fans genau das Richtige und wird sicher den Weg in eure CD-Sammlung finden.“
Auch Time for Metal bewertet das Musikalbum mit 9 von 10 Punkten deutlich besser.

„Fazit: Es hat sich wirklich so ergeben, dass meine Anspieltipps überwiegend aus den Remixen stammen. Das soll aber vornehmlich den Mut belohnen, auf einem Debütalbum gleich mit Remixen zu arbeiten und definitiv nicht gegen die Originalversionen sprechen. Wie schon geschrieben, liefern Erdling hier eine gelungene Melange aus Darkhaus, Stahlmann und Die Krupps und haben damit definitiv das Zeug, die Dark Rock- und vielleicht auch die Gothic Rock-Szene gehörig aufzumischen.“